# خسمخ
خسمخ. [خ َ م َ] (اِخ) دهی است جزءدهستان حومه بخش مرکزی شهرستان فومن، واقع در ۷ هزارگزی خاور فومن و کنار راه فرعی فومن به شفت. این ناحیه در جلگه قرار دارد با آب و هوای معتدل و مرطوب. رودخانه شفت این دهکده را مشروب می‌کند و محصول آن برنج و ابریشم و چای است و شغل اهالی آنجا زراعت و صید مرغابی می‌باشد.

## جمعیت
این روستا در دهستان رودپیش قرار دارد و براساس سرشماری مرکز آمار ایران در سال ۱۳۸۵، جمعیت آن ۱٬۱۴۲ نفر (۲۸۵خانوار) بوده است.